# Jürgen Regge
Jürgen Regge (* 30. August 1940 in Georgenburg/Ostpreußen; † 30. Mai 2023 in Greifswald) war ein deutscher Rechtswissenschaftler und von 1991 bis 2006 Lehrstuhlinhaber an der Ernst-Moritz-Arndt-Universität Greifswald.

## Werdegang
Regge studierte von 1960 bis 1965 Rechtswissenschaft in Kiel und war dann bis 1970 Wissenschaftlicher Mitarbeiter am Lehrstuhl für Strafrecht und Strafprozessrecht der Universität Kiel bei Werner Schmid. 1975 erfolgte dort seine Promotion zum Dr. jur. Zwischen 1970 und 1990 war Regge Hochschulassistent, Akademischer Rat und Lehrbeauftragter. 1985 bis 1986 war er zudem Lehrstuhlvertreter an der Freien Universität Berlin. Von 1990 bis 1991 nahm Regge eine Vollzeitdozentur des DAAD in Greifswald zur Unterstützung der Gründungskommission beim Wiederaufbau der Rechts- und Staatswissenschaftlichen Fakultät wahr.  1991 wurde er Inhaber des Lehrstuhls für Straf- und Strafverfahrensrecht an der Universität Greifswald. Von 1992 bis 1994 war er außerdem Dekan der dortigen Rechts- und Staatswissenschaftlichen Fakultät. 2006 wurde er emeritiert.

## Mitgliedschaften
Regge war unter anderem Mitglied in der Deutschen Gesellschaft zur Erforschung des 18. Jahrhunderts, der Arbeitsgemeinschaft für Preußische Geschichte und der Société Jean Bodin pour l’histoire comparative des institutions. Von Januar 2006 bis Oktober 2009 war er Vorsitzender der Historischen Kommission für Pommern.